# Dolina Białego Potoku

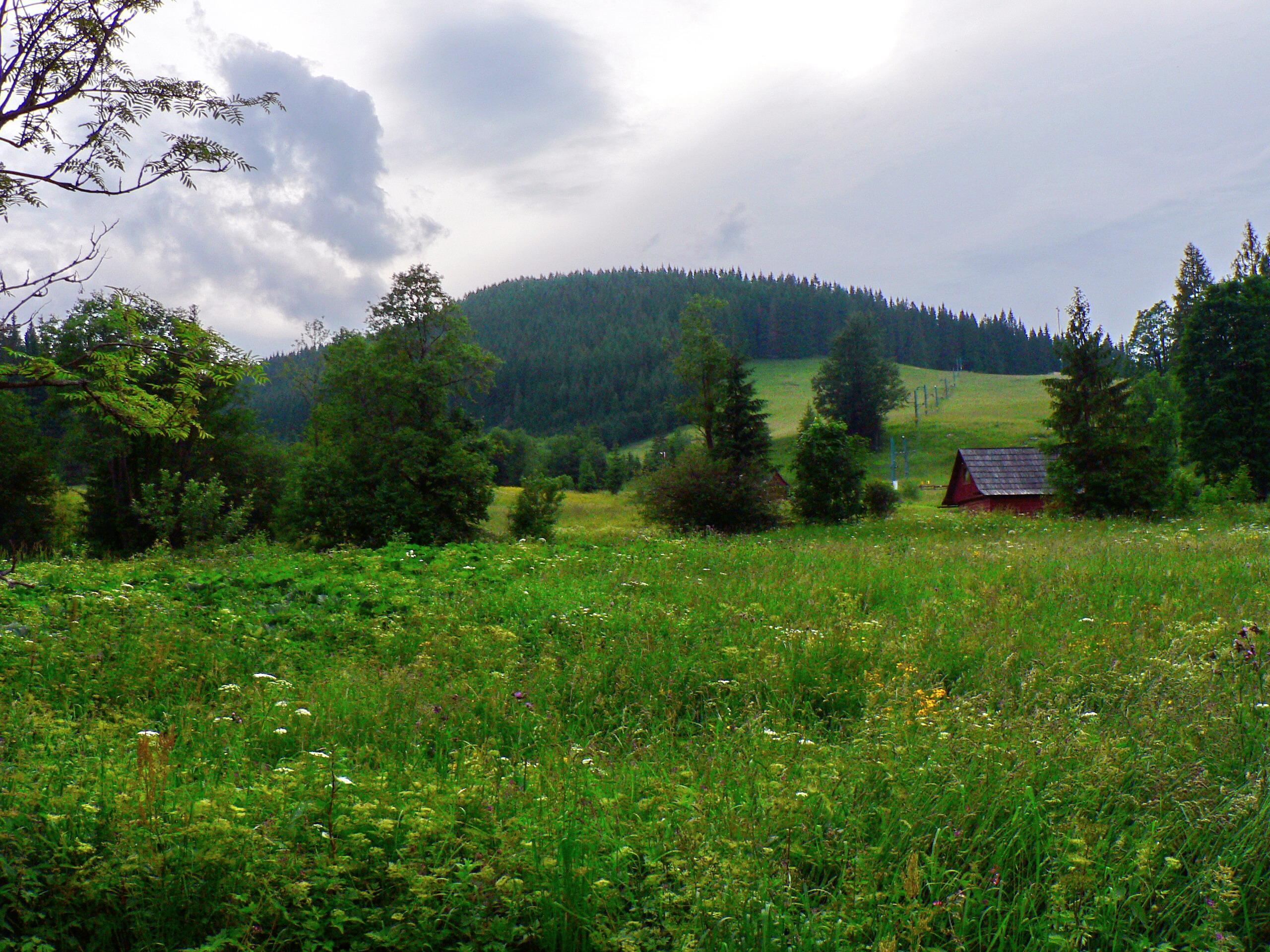
Gombosi Wierch, a na lewo od niego Dolina Białego Potoku

Dolina Białego Potoku (słow. dolina Bieleho potoka) – niewielka dolina o długości ok. 1,5 km stanowiąca zachodnią odnogę Doliny Jaworowej (Javorová dolina) w słowackiej części Tatr Wysokich. Wylot Doliny Białego Potoku znajduje się prawie przy samej Jaworzynie Tatrzańskiej (Tatranská Javorina).

## Topografia
Dolina Białego Potoku graniczy:
- od południowego zachodu z Doliną Czerwoną (Červená dolina) – oddzielona jest granią biegnącą od wierzchołka Karczmarskiego Wierchu (Skalka) w kierunku Gombosiego Wierchu (Gombošov vrch),
- od południowego wschodu z Doliną Szeroką (Široká dolina) – oddzielona granią wybiegającą z Karczmarskiego Wierchu na północny wschód,
- od wschodu z główną osią Doliny Jaworowej.

## Opis
Dolina Białego Potoku biegnie od samej Jaworzyny Tatrzańskiej na południowy zachód i wcina się w północne stoki Karczmarskiego Wierchu. Największym ciekiem wodnym tej doliny jest Biały Potok (Biely potok), od którego dolina wzięła swoją nazwę. Biały Potok wpadał niegdyś do Jaworowego Potoku (Javorinka), jednak obecnie ujęty jest w sztuczną młynówkę i kończy się obok kościółka św. Anny znajdującego się w Jaworzynie Tatrzańskiej. Dolina Białego Potoku jest w większości porośnięta lasem. Jej górna część zwie się Konciną (Končina), a jej zbocze na północno-wschodnich stokach Gombosiego Wierchu nosi nazwę Gajnica (Gojnica). Dolina Białego Potoku nie jest dostępna dla turystów, gdyż objęta jest obszarem ochrony ścisłej i nie prowadzą nią szlaki turystyczne.